# Aya Hirano
Aya Hirano (jap. 平野 綾 Hirano Aya; ur. 8 października 1987 w Nagoi) – japońska seiyū, piosenkarka j-popowa oraz aktorka.

## Życiorys
Urodziła się 2 października 1987 roku w Nagoi. Większość swojego dzieciństwa spędziła w Stanach Zjednoczonych. W młodym wieku zaczęła sporadycznie występować na scenie, grać w reklamach, a następnie dostała rolę w anime Tenshi no Shippo. Jednak przełomowa dla niej okazała się tytułowa rola w Melancholii Haruhi Suzumiyi. Za tę rolę otrzymała w 2007 Nagrodę Seiyū w kategorii najlepszy debiut. Te sukcesy zaowocowały propozycjami podkładania głosu do dwóch wiodących ról: Layly Serizawy w Nana oraz Misy Amane w Death Note. Wkrótce potem, zaczęła także podkładać głos do Konata Izumi w anime Lucky Star. Te trzy główne role sprawiły, że w 2008 roku ponownie otrzymała Nagrodę Seiyū w kategorii najlepsza aktorka w głównej roli. Jednocześnie za współwykonanie piosenki „Motteke! Sailor-fuku”, która jest czołówką w anime Lucky Star, Aya Hirano otrzymała w 2007 nagrodę Anime Grand Prix, przyznawaną przez miesięcznik Animage. W 2009 roku zaczęła podkładać głos do głównej bohaterki Fairy Tail – Lucy Heartfilii.

## Role
Ważniejsze występy w anime:
- Kiddy Grade – Lumière
- Eyeshield 21 – Mamori Anezaki
- Death Note – Misa Amane
- Busō Renkin – Kazuki Muto
- Galaxy Angel – Kahlua/Tequila Marjoram
- Nana – Layla Serizawa
- Melancholia Haruhi Suzumiyi – Haruhi Suzumiya
- Sumomomo Momomo – Sanae Nakajima
- Renkin 3-kyuu Magical? Pokahn – Pachira
- Lucky Star – Konata Izumi
- Akaneiro ni somaru saka – Minato Nagase
- Hyakko – Ayumi Nonomura
- Nijuu Mensou no Musume – Chizuko Mikamo
- Zettai Karen Children – Kaoru Akashi
- Dragon Ball Kai – Dende
- Fairy Tail – Lucy Heartfilia
- Recorder to Randsell – Sayo Takahashi

### Dubbing w filmach
- Doktor Who – Astrid Peth
- Dragonball: Ewolucja – Bulma
- Zathura – Kosmiczna przygoda – Lisa
- Nasze magiczne Encanto – Isabela[11]

## Dyskografia

### Single
- Breakthrough (2006)
- 冒険でしょでしょ？ (2006)
- 明日のプリズム (2006)
- LOVE ★ GUN (2007)
- NEOPHILIA (2007)
- MonStAR (2007)
- Unnamed world (2008)
- Set me free (2009)
- HystericBarbie (2010)
- TOxxxIC (2013)
- Promise (2013)

### Albumy
- Riot girl (2008)[12]
- スピード☆スター (Speed Star) (2009)[13]
- ベストアルバム (AYA MUSEUM) (2011)
- COLLECTIVE ALBUM 「FRAGMENTS」(2012)
- VIVID (2014)

### Koncerty DVD
- Animelo Summer Live2007 「Generation-A」 (2007)
- 平野綾1st LIVE 2008 RIOT TOURLIVE DVD (2009)
- AYA HIRANO Music Clip Collection vol.1 (2009)
- 平野 綾 2nd LIVE TOUR 2009 スピード☆スターツアーズ LIVE DVD (2010)
- AYA HIRANO FRAGMENTS LIVE TOUR 2012 LIVE DVD (2012)

## Nagrody
- Nagroda Anime Grand Prix w kategorii najlepsza piosenka (2007)[8][9]
- Nagroda Seiyū w kategorii najlepszy debiut (2007)[4].
- Nagroda Seiyū w kategorii najlepsza aktorka w głównej roli (2008)[7].